# Mindura alligata
Mindura alligata är en insektsart som först beskrevs av Walker 1870.  Mindura alligata ingår i släktet Mindura och familjen Nogodinidae. Inga underarter finns listade i Catalogue of Life.